# Crônica Roskildense

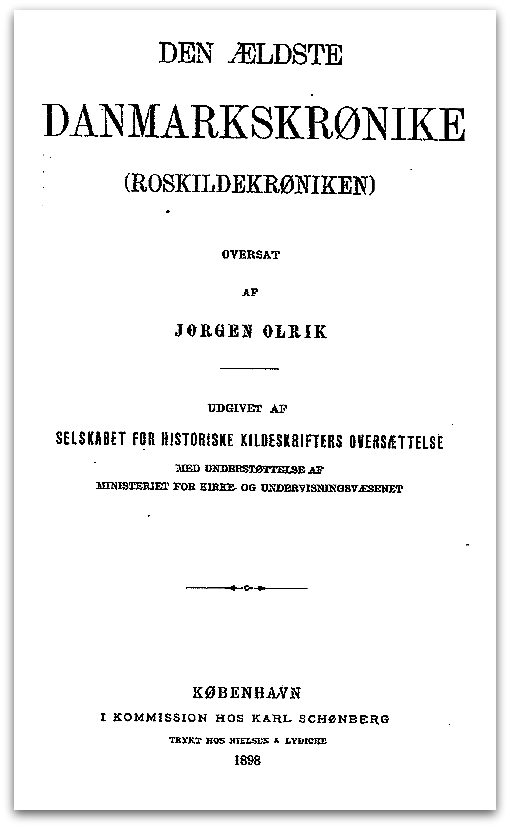
Tradução de Chronicon Roskildense dinamarquês desde 1898

Chronicon Roskildense ( dinamarquês: Roskildekrøniken inglês : Roskilde Chronicle ) é uma pequena obra histórica dinamarquesa, escrita em latim. É uma das tentativas mais antigas conhecidas de escrever um relato coerente da história dinamarquesa por um autor dinamarquês, desde a introdução do cristianismo na Dinamarca até o tempo do próprio autor.

## História
A crônica original cobre o período de 826 a ca. 1143 Uma adição posterior do reinado do rei Valdemar I da Dinamarca, de mais algumas páginas, leva a crônica a 1157, quando o rei Valdemar I conquista o trono da Dinamarca; essas páginas adicionais são principalmente citações diretas de outras fontes.
O autor é desconhecido, mas acredita-se que tenha tido algum relacionamento com a Catedral de Roskilde. O autor está muito confiante com assuntos que tratam de Roskilde. Os assuntos da Igreja não são de especial interesse para o autor que escreve vividamente sobre todos os tipos de assuntos locais. Os eventos em si são cobertos apenas brevemente, enquanto as pessoas que participam ou mesmo os causam são cobertas com grande paixão.
Ao contrário da Gesta Danorum ou Brevis Historia Regum Dacie, Chronicon Roskildense muitas vezes cobre o lado 'perder' nestes mesmos acontecimentos como contadas por Saxão Gramático e Svend Aagesen. Às vezes, o autor pode parecer muito amargo e cego pela política; no entanto, esse fato também torna essa crônica uma obra muito interessante. A parte inicial do trabalho é, em muitos casos, baseada no Descriptio insularum Aquilonis, de Adão de Bremem, às vezes até usando citações diretas. No entanto, o autor pega apenas o necessário e o significado nem sempre é o mesmo.
Como em muitas crônicas dinamarquesas, a hora exata da escrita não é conhecida com certeza. A crônica original termina de repente. O último assunto escrito refere-se à disputa entre o bispo Rike de Schleswig e o bispo Eskil de Lund sobre a sede do arcebispo de Lund entre 1137 e 1138. Olavo "II" Haraldsen, filho de Haroldo, a Lança morto em 1143, ainda está vivo. Com isso em mente, o livro deve ter sido finalizado ca. 1143.
O manuscrito original está perdido hoje e a crônica agora existe apenas em cópias feitas nos séculos XIII, XVI e XVII. As cópias em latim residem em:
- Biblioteca da Universidade, Kiel, SH 8 A.8 ° (século XIII). Conhecido como Codex Kiloniensis.
- Den Arnamagnæanske Samling, Copenhague, AM 107 8o (século XVI).
- Biblioteca da Universidade de Uppsala, De la Gardie XXV-XXIX (século XVII).

## Outras fontes
- Jørgen Olrik (1888) Den Ældeste Danmarkskrønike (Roskildekrøniken) (Copenhague: Nielsen & Lydiche)
- Lotte Fang (1979) Roskildekrøniken - The Old Danmarkshistorie (Viborg: Forlag Sesam A / S) ISBN 87-7324-517-8

## Leitura relacionada
- DuBois, Thomas Andrew (2008) Sanctity in the North: Saints, Lives, and Cults in Medieval Scandinavia (University of Toronto Press) ISBN 978-0802091307